# Micul șantajist
Micul șantajist (titlu original: Getting Even with Dad) este un film american din 1994, în regia lui Howard Deutch. Rolurile principale au fost interpretate de actorii Macaulay Culkin și Ted Danson.